# Côte de Rymill
La côte de Rymill est la région côtière de la terre de Palmer, en Antarctique occidental, donnant sur le détroit de George VI face à l'île Alexandre-Ier, et séparée de la côte d'English au sud par les nunataks de Buttress et de la côte de Fallières au nord par le cap Jeremy (en) et le fjord Bourgeois (en). Elles s'étend dans les zones revendiquées par le Chili, l'Argentine et le Royaume-Uni.